# Ante Vukušić
Ante Vukušić (Sinj, 4 juni 1991) is een Kroatisch voetballer die als aanvaller speelt. Hij is momenteel speler van FK Kolubara. In 2012 debuteerde hij voor Kroatië.

## Clubcarrière
Vukušić verruilde in 2007 de jeugdopleiding van Junak Sinj voor die van Hajduk Split. In januari 2009 tekende hij een vijfeneenhalfjarig contract bij de Kroatische topclub. Op 22 april 2009 debuteerde de spits in de Prva HNL tegen Croatia Sesvete. Op de laatste speeldag van het seizoen 2008/09 scoorde hij een doelpunt tegen de rivaal Dinamo Zagreb. In zijn periode bij Hajduk Split scoorde de spits 36 doelpunten uit 84 competitiewedstrijden. In augustus 2012 werd Vukušić verkocht aan het Italiaanse Pescara Calcio. In februari 2014 werd hij voor de restant van het seizoen uitgeleend aan het Zwitserse Lausanne-Sport. In augustus 2014 werd bekend dat de spits een jaar zou worden uitgeleend aan Waasland-Beveren. Op 24 augustus 2014 debuteerde hij in de Jupiler Pro League tegen RSC Anderlecht. Op 13 september 2014 scoorde Vukušić zijn eerste doelpunt voor de Waaslanders in de competitiewedstrijd tegen Zulte Waregem. Vervolgens keerde hij terug bij Pescara Calcio. In oktober 2015 werd het contract tussen de Kroaat en Pescara Calcio verbroken.

## Clubstatistieken
| Seizoen | Club                 | Land                  | Competitie         | Wed. | Doelp. |
| ------- | -------------------- | --------------------- | ------------------ | ---- | ------ |
| 2008/09 | Hajduk Split         | Kroatië               | Prva HNL           | 4    | 1      |
| 2009/10 | Hajduk Split         | Kroatië               | Prva HNL           | 22   | 6      |
| 2010/11 | Hajduk Split         | Kroatië               | Prva HNL           | 29   | 14     |
| 2011/12 | Hajduk Split         | Kroatië               | Prva HNL           | 24   | 12     |
| 2012/13 | Hajduk Split         | Kroatië               | Prva HNL           | 5    | 3      |
| 2012/13 | Pescara Calcio       | Italië                | Serie A            | 19   | 1      |
| 2013/14 | Pescara Calcio       | Italië                | Serie A            | 3    | 0      |
| 2013/14 | → Lausanne-Sport     | Zwitserland           | Super League       | 13   | 4      |
| 2014/15 | → Waasland-Beveren   | België                | Jupiler Pro League | 15   | 3      |
| 2015/16 | Pescara Calcio       | Italië                | Serie B            | 1    | 0      |
| 2015/16 | SpVgg Greuther Fürth | Duitsland             | 2. Bundesliga      | 14   | 2      |
| 2016/17 | SpVgg Greuther Fürth | Duitsland             | 2. Bundesliga      | 7    | 0      |
| 2017/18 | FK Tosno             | Rusland               | Premjer-Liga       | 0    | 0      |
| 2017/18 | Olimpia Grudziądz    | Polen                 | I liga             | 9    | 0      |
| 2018/19 | NK Krško             | Slovenië              | Prva Liga          | 27   | 4      |
| 2019/20 | Olimpija Ljubljana   | Slovenië              | Prva Liga          | 35   | 27     |
| 2020/21 | Olimpija Ljubljana   | Slovenië              | Prva Liga          | 7    | 0      |
| 2020/21 | FCSB                 | Roemenië              | Liga 1             | 5    | 0      |
| 2021/22 | ACR Messina          | Italië                | Serie C            | 12   | 2      |
| 2021/22 | FK Tuzla City        | Bosnië en Herzegovina | Premijer Liga      | 6    | 0      |
| 2022/23 | FK Kolubara          | Servië                | Superliga          | 6    | 3      |
| Totaal  | Totaal               | Totaal                | Totaal             | 263  | 82     |

## Interlandcarrière
Op 15 augustus 2012 debuteerde Vukušić voor Kroatië onder de toenmalige bondscoach Slaven Bilić in de vriendschappelijke interland tegen Zwitserland. Hij viel aan de rust in voor Mario Mandžukić. Kroatië verloor de oefeninterland met 2–4.
| Interlands van Ante Vukušić voor Kroatië | Interlands van Ante Vukušić voor Kroatië | Interlands van Ante Vukušić voor Kroatië | Interlands van Ante Vukušić voor Kroatië | Interlands van Ante Vukušić voor Kroatië | Interlands van Ante Vukušić voor Kroatië | Interlands van Ante Vukušić voor Kroatië |
| №                                        | Datum                                    | Wedstrijd                                | Uitslag                                  | Soort wedstrijd                          | Doelpunten                               | Assists                                  |
| Als speler bij HNK Hajduk Split          | Als speler bij HNK Hajduk Split          | Als speler bij HNK Hajduk Split          | Als speler bij HNK Hajduk Split          | Als speler bij HNK Hajduk Split          | Als speler bij HNK Hajduk Split          | Als speler bij HNK Hajduk Split          |
| ---------------------------------------- | ---------------------------------------- | ---------------------------------------- | ---------------------------------------- | ---------------------------------------- | ---------------------------------------- | ---------------------------------------- |
| 1.                                       | 15 augustus 2012                         | Kroatië – Zwitserland                    | 2 – 4                                    | Oefeninterland                           | 0                                        | 0                                        |

Bijgewerkt t/m 5 juli 2016.